# The Falling
The Falling é um filme de drama de mistério britânico de 2014 escrito e dirigido por Carol Morley. É estrelado por Maisie Williams e Florence Pugh como melhores amigas em uma escola só para meninas. O filme também é estrelado por Greta Scacchi, Monica Dolan, Maxine Peake e Mathew Baynton. A produção começou em outubro de 2013. O filme estreou no BFI London Film Festival em 11 de outubro de 2014 e foi lançado nos cinemas em 24 de abril de 2015 no Reino Unido.

## Sinopse
Em 1969, Lydia e Abbie são melhores amigas em uma escola inglesa para meninas. Lydia, a filha abandonada de uma mãe agorafóbica, fica obcecada por Abbie, que começou a explorar sua sexualidade. Depois de fazer sexo com o irmão de Lydia, Kenneth, na tentativa de abortar sua gravidez com outro menino, Abbie começa a ter desmaios. Ela desmaia e entra em convulsões após uma temporada na detenção com Lydia e morre no processo. Após o enterro de Abbie, Lydia começa a sofrer também de desmaios, e logo se torna uma epidemia, com várias meninas e uma jovem professora na escola que desmaia espontaneamente por não mais do que alguns segundos. Lydia se convence de que a administração deve agir, para desgosto do diretor da escola.
Quando uma assembleia é interrompida por um episódio de desmaio em massa, a escola é temporariamente fechada e todos os alunos afetados são hospitalizados e psicanalisados. Quando nenhuma causa para os feitiços é descoberta, a escola é reaberta e Lydia é expulsa. Naquela mesma noite, a virginal Lydia faz sexo com Kenneth, com quem ela desenvolveu um relacionamento incestuoso após a morte de Abbie. No entanto, sua mãe Eileen os pega e, armada com uma tesoura, furiosamente força Kenneth a sair de casa antes de começar uma discussão com sua filha, na qual ela considera Lydia perigosa e que ela deve ser presa. Eileen também revela que Lydia e Kenneth são apenas meio-irmãos, Lydia sendo o produto de seu estupro por um estranho.
Ao saber disso, Lydia sai correndo de casa e Eileen a segue para fora, apesar de nunca ter se aventurado a sair de casa em mais de 16 anos. Procurando por Lydia, Eileen é superada com flashbacks de sua própria agressão sexual e, eventualmente, localiza Lydia; que subiu ao topo de uma árvore em um colapso devido à morte de Abbie. Eileen implora para que Lydia desça, mas ela ri, desafiando a falta de afeto maternal de sua mãe, antes de perder o equilíbrio e pular da árvore em um lago.
Perturbada, Eileen se aventura na água e embala o corpo aparentemente afogado de Lydia, percebendo que sua frigidez emocional tinha feito mais mal à filha do que ela imaginava. Lydia recupera a consciência e o filme termina com as duas mulheres se abraçando chorando.

## Elenco
- Maisie Williams como Lydia Lamont
- Maxine Peake como Eileen Lamb
- Monica Dolan como Miss Alvaro
- Greta Scacchi como Miss Mantel
- Mathew Baynton como Sr. Hopkins
- Florence Pugh como Abigail Mortimer
- Joe Cole como Kenneth Lamont
- Morfydd Clark como Pamela Charron
- Lauren McCrostie como Gwen
- Hannah Rose Caton como Titch

## Produção
O BFI financiou o filme com £750.000. A produção começou em outubro de 2013.  A trilha sonora é de Tracey Thorn. Morley pediu a Thorn que fornecesse a música para o filme após o início da edição.

## Lançamento
The Falling estreou no BFI London Film Festival em 11 de outubro de 2014. Teve um lançamento limitado no Reino Unido, arrecadando £442.177 com £10.051 arrecadados na Nova Zelândia.  As vendas de DVD nos EUA totalizaram mais £6.406.

## Recepção
Rotten Tomatoes relata que 72% dos 36 críticos entrevistados deram ao filme uma resenha positiva; a avaliação média é de 6.8/10. Mark Adams da Screen International escreveu: "É um filme que vai ressoar com alguns, mas deixará outros exasperados, mas The Falling é certamente um filme ousado, e um para ser admirado e apreciado." Guy Lodge da Variety chamou-o de "um estudo imperfeito, mas atraente do contágio psicológico que marca um avanço auspicioso no campo da produção de filmes narrativos para a aclamada documaker Carol Morley". Leslie Felperin do The Hollywood Reporter chamou de "um estudo de período imperfeito, mas fascinante, da amizade feminina e da histeria". Trevor Johnston, da Time Out London, avaliou com 4/5 estrelas e escreveu: "Carol Morley mostra versatilidade e ambição surpreendentes com esta mistura impressionante de If e Picnic at Hanging Rock".  Mike McCahill de The Daily Telegraph classificado ele 4/5 estrelas e chamou-lhe uma continuação dos temas em Performance e Don't Look Now de Nicolas Roeg.
Peter Bradshaw do The Guardian avaliou com 5/5 estrelas e escreveu: "A diretora Carol Morley apareceu com outra característica brilhante e muito distinta, sobre uma epidemia de desmaios que atinge uma escola para meninas na década de 1960". Elise Nakhnikian da Slant Magazine deu uma crítica menos favorável, escrevendo que "todo o filme leva a um clímax melodramático que envolve a atuação explosiva da personagem principal em um pacote muito elegante." David Jenkins de Little White Lies também deu uma crítica desfavorável, escrevendo, "Carol Morley segue o hipnotizante Dreams of a Life com um tedioso drama de época ambientado em uma escola só para meninas."

## Premiações
| Prêmio                               | Categoria                                 | Nomeado                                         | Resultado |
| ------------------------------------ | ----------------------------------------- | ----------------------------------------------- | --------- |
| London Film Festival 2014            | Melhor Estreante Britânico e Melhor Filme | Florence Pugh e competição oficial Carol Morley | Indicado  |
| London Film Critics' Circle          | Jovem Artista Britânico/Irlandês do Ano   | Maisie Williams                                 | Venceu    |
| Evening Standard British Film Awards | Estrela em Ascensão                       | Maisie Williams                                 | Venceu    |